# Piramisjáték szervezése
A piramisjáték szervezése a gazdasági bűncselekmények közé tartozó bűntett a magyar Büntető Törvénykönyv szerint. (A piramisjátékot a köznyelv inkább pilótajáték néven is ismeri.) A hatályos Btk. a tényállást a 412. §-ban szabályozza.

## Története
Az 1978. évi V. törvény 299/C. §-a azonos nevű bűntettet határozott meg, a hatályossal lényegében azonos szöveggel.
A bűncselekményt az 1996. évi LII. törvény 18. §-a iktatta a Btk. 299/C. §-ba 1996. augusztus hó 15. napjával.

## A hatályos tényállás
A hatályos 2012. évi C. törvény Btk. 412. §-a szerint "Aki mások pénzének előre meghatározott formában történő, és kockázati tényezőt is tartalmazó módon való összegyűjtésén és szétosztásán alapuló olyan játékot szervez, amelyben a láncszerűen bekapcsolódó résztvevők a láncban előttük álló résztvevők számára közvetlenül, vagy a szervező útján pénzfizetést vagy más szolgáltatást teljesítenek, bűntett miatt három évig terjedő szabadságvesztéssel büntetendő."

## Lényege
A piramisjáték lényegét a törvényi tényállás konkrétan meghatározza, így a bűncselekmény szempontjából nem annak van jelentősége, hogy piramisjátéknak hívják-e a játékot, hanem annak, hogy a tényállásban leírt feltételek, működési szabályok megvalósulnak-e. 
A játék lényege azonban a mások pénzének összegyűjtése és szétosztása. 
A bűncselekmény elkövetése szempontjából nem feltétel, hogy a játék szervezői az abban részt vevő tagokat esélyeiket illetően megtévesszék, esetleg a rájuk bízott pénzt más célra használják fel, illetve hogy a belépett tagok sorrendjét a nyerési esélyeket befolyásolva megváltoztassák. A cselekmény előbb-utóbb azt eredményezi, hogy a tagok egy meghatározott része kárt szenved. 
A piramisjáték a csalással mutat bizonyos rokon vonásokat. Abban az esetben, ha a játékszervezés csupán hivatkozási alap a befektetők pénzének a megszerzéséhez, úgy csalás bűntette állapítandó meg.
Amennyiben bármelyik feltétel nem teljesül abban az esetben nem tekinthető piramisjátéknak az adott tevékenység, ez esetben vizsgálni kell, hogy egyéb bűncselekmény elkövetése megvalósult-e.>